# Saisiyat
Saisiyat, ook Saiset, Seisirat, Saisett, Saisiat, Saisiett, Saisirat, Saisyet, Saisyett, Amutoura of Bouiok, is een Paiwanische taal die net zoals de andere Paiwanische en ook Formosaanse talen uitsluitend op Taiwan wordt gesproken. Het Saisiyat-taalgebied is klein en schuin ovaalvormig, het ligt in het noordwesten van het land tussen het Hakka Chinees-taalgebied en het Atayal-taalgebied, in de bergen (Wufeng-hsiang, Hsinchu, Nanchuang-hsiang, Miaoli). Een duizendtal mensen van de vierduizend in de stam behoren wel tot de Saisiyat-stam maar spreken het Saisiyat niet als moedertaal. Veel jonge mensen in het taalgebied spreken vandaag Hakka Chinees (Atayal wordt ook veel gebruikt), er zijn weinig Saisiyatsprekende kinderen. Het kan worden gezegd dat de Hakka Chineessprekenden, de Atayalsprekenden en de Saisiyatsprekenden door elkaar leven. Daaruit volgt zelfs dat de Saisiyat zowel Hakka Chinees, Atayal, Saisiyat, Mandarijns Chinees als, zij het sommigen, Minnanyu beheersen. Het Saisiyat kent een gelijke verdeling over de seksen.

Hoewel het Saisiyat nog een redelijk aantal sprekers kent, bestaat de kans dat het op langere termijn toch uitsterft. Shigeru Tsuchida en Jen-kuei Li hebben over de taal gepubliceerd.

## Classificatie
- Austronesische talen
  - Formosaanse talen
    - Paiwanische talen
      - Saisiyat

## Grammatica
'Am 

Het woordje 'am wordt als zowel het heden als de toekomst vertaald (werkwoordsvorm). Af te leiden uit de context dus.
Negatie

Bij de negatie zal de spreker niet echt een klemtoon leggen daarop, in tegenstelling tot verscheidene intonatietalen.